# Általánosított lineáris vegyes modell
A statisztikában az általánosított lineáris vegyes modell (angolul generalized mixed model, GLMM) az általánosított lineáris modell (GLM) kiterjesztése, amelyben a lineáris prediktor a szokásos rögzített hatás mellett véletlenszerű (random) hatásokat is tartalmaz.   Továbbá jellemző még a modellre, ahogyan a GLM-re is, hogy alkalmazható nem normális eloszlású függő változó esetében is. 
A GLMM-modell széles skáláját kínálja a csoportosított adatok elemzésére, amikor a csoportok közötti különbségek véletlenszerű hatásként írhatóak le (például bizonyos egyedeken ismételten elvégzett mérések). 

## Modell illesztése
A GLMM alkalmazása maximum likelihood (magyarul: legnagyobb valószínűség) segítségével magába foglalja a véletlenszerű hatások számítását (integrálását). Többnyire ezeket az integrálokat nem lehet analitikus formában kifejezni. Különböző közelítőleges módszerek lettek kidolgozva, de egyikük sem rendelkezik megfelelő tulajdonságokkal az összes előforduló modellhez és adatkészlethez (pl. a nem csoportosított bináris adatok különösen problematikusak). Ezért a numerikus kvadratúrát vagy a Markov-láncot tartalmazó Monte-Carlo-módszerek terjedtek el leginkább, mivel a növekvő számítási teljesítmény és a módszerek fejlődése megfelelően alkalmazhatóvá tette őket. 
Az Akaike-féle információs kritérium (AIC) a modellszelekciónak általános kritériuma. AIC becslése különböző exponenciális eloszlás családok segítségével az utóbbi időben elterjedtté vált. 

## Szoftver
- Az R számos beépített csomagja biztosítja a GLMM alkalmazhatóságát [5] [6]
- GLMM felállítható SAS és SPSS használatával[7]
- A Matlab "fitglme" nevű függvénye szintén használható GLMM-modellekhez.

## Fordítás
Ez a szócikk részben vagy egészben  a   Generalized linear mixed model című angol Wikipédia-szócikk ezen változatának fordításán alapul.  Az eredeti cikk szerkesztőit annak laptörténete sorolja fel. Ez a jelzés csupán a megfogalmazás eredetét és a szerzői jogokat jelzi, nem szolgál a cikkben szereplő információk forrásmegjelöléseként.